# Przełęcz Nasiczniańska
Przełęcz Nasiczniańska (717 m) – położona w Bieszczadach Zachodnich.
Znajduje się w bocznym grzbiecie odchodzącym na północną stronę od grzbietu Połoniny Caryńskiej. Grzbiet ten oddziela dwie dawne miejscowości rusińskie: Nasiczne i Caryńskie, Przełęcz Nasiczniańska zaś stanowi najdogodniejsze połączenie między nimi. Obydwie te miejscowości zostały po II wojnie światowej w ramach Akcji Wisła wysiedlone. Caryńskie nie istnieje już w ogóle, Nasiczne zostało powtórnie zasiedlone, ale to już nie wieś, lecz tylko osada leśna. Od niej pochodzi nazwa przełęczy. Rejon przełęczy to dość duża polana.

## Szlaki turystyczne
ścieżka dydaktyczna: Nasiczne – Przełęcz Nasiczniańska – Przysłup Caryński i z powrotem
 – Nasiczne – Przełęcz Nasiczniańska – Przysłup Caryński– Bereżki